# Bridgertonowie
Bridgertonowie – amerykański serial obyczajowy, osadzony w Anglii epoki regencji (inspirowany serią powieści Julii Quinn). Premiera pierwszego sezonu odbyła się 25 grudnia 2020, a drugiego 25 marca 2022. Trzeci sezon produkcji został podzielony na dwie części, które ukazały się kolejno 16 maja i 13 czerwca 2024 na Netfliksie. W odróżnieniu od dwóch pierwszych sezonów, trzecie wydanie nie realizuje kolejnej książki z serii Bridgertonowie, ale korzysta z fabuły czwartej książki o Colinie Bridgertonie.
4 maja 2023 ukazał się prequel do historii serialu pt. Królowa Charlotta: Opowieść ze świata Bridgertonów. Serial opowiada dwie historie – 17-letniej Charlotty, dopiero wkraczającej w świat brytyjskiego dworu i uczącej się bycia żoną króla Jerzego III (jest niezależna, zadziorna, pewna siebie, odważna) oraz blisko 60-letniej Charlotty rozgoryczonej postawą swoich zmanierowanych dzieci, które nie obdarowały jej wnukami.

## Fabuła

### Sezon 1
Daphne Bridgerton, czyli najstarsza córka potężnego rodu zmaga się z problemami miłosnymi. Kobieta koniecznie chce wyjść za mąż, lecz w epoce regencji za nic nie może znaleźć ukochanego w Londynie. Pojawia się książę Hastings, który nie może się opędzić od kobiet nim zainteresowanych, ale nie chce być z żadną z nich. Oboje odnajdują idealne dla siebie rozwiązanie. Młodzi decydują się zawrzeć związek-przykrywkę, dzięki któremu pozbędą się swoich problemów, dając sobie nieco spokojnego czasu na kolejne działania. To jednak jedynie rozpoczyna lawinę zaskakujących zdarzeń.

### Sezon 2
Anthony zaczyna szukać żony i natychmiast staje się jednym z najbardziej pożądanych kawalerów sezonu. Spotyka się z kilkoma kobietami, ale żadna go nie zafascynowała. Wkrótce Anthony spotyka młodą kobietę, którą później poznaje jako Kate Sharma. Lady Danbury sponsoruje rodzinę Sharma w tym sezonie, a Kate i jej macocha, Lady Mary, próbują znaleźć męża dla Edwiny. Królowa nazywa Edwinę Diamentem Sezonu, a Anthony postanawia uczynić ją swoją żoną, mimo że zauroczyła go inna kobieta.

### Sezon 3
Penelope po wydarzeniach z 2. sezonu zdecydowała, że czas porzucić nadzieje związane z Colinem Bridgertonem. Mimo to bohaterka planuje wyjść za mąż. Penelope będzie jednak szukała męża, który pozwoli jej na niezależność i ułatwi podwójne życie jako Lady Whistledown. W międzyczasie Colin wraca z wakacyjnych wojaży i nie rozumie czemu ochłodziła się przyjaźń między nim a Penelope. Dlatego postanawia pomóc dawnej przyjaciółce w znalezieniu odpowiedniej partii, jednak wspólnie spędzony czas uświadamia mu, że jego uczucia do niej niekoniecznie są czysto platoniczne. W tym samym czasie Eloise, po kłótni z Penelope znajduje nową przyjaźń i próbuje utrzymać w tajemnicy prawdziwą tożsamość Lady Whistledown.

## Odcinki

### Sezon 1 (2020)
| Nr | Tytuł                      | Tytuł polski      | Reżyseria           | Scenariusz               |
| -- | -------------------------- | ----------------- | ------------------- | ------------------------ |
| 1  | Diamond of the First Water | Najpiękniejsza    | Julie Anne Robinson | Chris Van Dusen          |
| 2  | Shock and Delight          | Szok i zachwyt    | Tom Verica          | Janet Lin                |
| 3  | Art of the Swoon           | Sztuka omdlewania | Tom Verica          | Leila Cohan-Miccio       |
| 4  | An Affair of Honor         | Sprawa honoru     | Sheree Folkson      | Abby McDonald            |
| 5  | The Duke and I             | Mój książę        | Sheree Folkson      | Joy C Mitchell           |
| 6  | Swish                      | Szelest           | Julie Anne Robinson | Sarah Dollard            |
| 7  | Oceans Apart               | Tyle nas dzieli   | Alrick Riley        | Jay Ross & Abby McDonald |
| 8  | After the Rain             | Po deszczu        | Alrick Riley        | Chris Van Dusen          |

### Sezon 2 (2022)
| Nr | Tytuł                     | Tytuł polski            | Reżyseria    | Scenariusz                      |
| -- | ------------------------- | ----------------------- | ------------ | ------------------------------- |
| 1  | Capital R Rake            | Rozpustnik przez duże R | Tricia Brock | Chris Van Dusen                 |
| 2  | Off to the Races          | Wyścig-start!           | Tricia Brock | Daniel Robinson                 |
| 3  | A Bee in Your Bonnet      | Jak natrętna pszczoła   | Alex Pillai  | Sarah L. Thompson               |
| 4  | Victory                   | Zwycięstwo              | Alex Pillai  | Chris Van Dusen i Jess Brownell |
| 5  | An Unthinkable Fate       | Nie do pomyślenia       | Tom Verica   | Abby McDonald                   |
| 6  | The Choice                | Wybór                   | Tom Verica   | Lou-Lou Igbokwe                 |
| 7  | Harmony                   | W harmonii              | Cheryl Dunye | Oliver Goldstick                |
| 8  | The Viscount Who Loved Me | Ktoś mnie pokochał      | Cheryl Dunye | Jess Brownell                   |

### Sezon 3 (2024)
| Nr                        | Tytuł                       | Tytuł polski           | Reżyseria              | Scenariusz                          |
| Część 1 (16 maja 2024)    | Część 1 (16 maja 2024)      | Część 1 (16 maja 2024) | Część 1 (16 maja 2024) | Część 1 (16 maja 2024)              |
| ------------------------- | --------------------------- | ---------------------- | ---------------------- | ----------------------------------- |
| 1                         | Out of the Shadows          | Wyjść z cienia         | Tricia Brock           | Chris Van Dusen i Jess Brownell     |
| 2                         | How Bright The Moon         | W świetle księżyca     | Tricia Brock           | Chris Van Dusen i Sarah L. Thompson |
| 3                         | Forces of Nature            | Siły natury            | Andrew Ahn             | Chris Van Dusen i Eli Wilson Pelton |
| 4                         | Old Friends                 | Dawni znajomi          | Andrew Ahn             | Chris Van Dusen i Lauren Gamble     |
| Część 2 (13 czerwca 2024) |                             |                        |                        |                                     |
| 5                         | Tick Tock                   | Tik-tak                | Bille Woodruff         | Chris Van Dusen i Azia Squire       |
| 6                         | Romancing Mister Bridgerton | Miłosne tajemnice      | Bille Woodruff         | Chris Van Dusen i Annabelle Hood    |
| 7                         | Joining of Hands            | Złączone dłonie        | Tom Verica             | Chris Van Dusen i Geetika Lizardi   |
| 8                         | Into the Light              | Ujawnienie             | Tom Verica             | Chris Van Dusen i Daniel Robinson   |

## Obsada
- Adjoa Andoh jako Lady Danbury
- Lorraine Ashbourne jako pani Varley
- Jonathan Bailey jako Anthony
- Ruby Barker jako Marina, Lady Crane
- Sabrina Bartlett jako Siena Rosso
- Harriet Cains jako Philippa Finch
- Bessie Carter jako Prudence Featherington
- Nicola Coughlan jako Penelope Featherington
- Phoebe Dynevor jako Daphne Bridgerton
- Ruth Gemmell jako Violet
- Florence Hunt jako Hyacinth Bridgerton
- Claudia Jessie jako Eloise Bridgerton
- Ben Miller jako Archibald, baron Featherington
- Luke Newton jako Colin Bridgerton
- Regé-Jean Page jako Simon
- Golda Rosheuvel jako królowa Charlotte
- Ruby Stokes jako Francesca Bridgerton (sezony 1 – 2)
- Hannah Dodd jako Francesca Bridgerton (sezon 3)
- Luke Thompson jako Benedict Bridgerton
- Will Tilston jako Gregory Bridgerton
- Polly Walker jako Portia
- Julie Andrews jako głos Lady Whistledown
- Simone Ashley jako Kate Sharma
- Charithra Chandran jako Edwina Sharma
- Shelley Conn jako lady Mary Sharma
- Rupert Young jako Jack, baron Featherington
- Martins Imhangbe jako Will Mondrich
- Calam Lynch jako Theo Sharpe